# Stade du parc Omiya
Le stade du parc Omiya est un stade de football à multi-usages, principalement utilisé pour les rencontres de football.
Il est basé à Saitama, au Japon et a une capacité d'accueil de 15 500 spectateurs.

## Histoire
Il a été construit en 1960 et accueille les rencontres à domicile du Omiya Ardija.
Ce stade a été construit à l'occasion des Jeux olympiques d'été de 1964, qui se sont déroulés à Tokyo afin d'accueillir des rencontres du tournoi de football. Il a également été utilisé lors de la Coupe du monde des moins de 20 ans, en 1979